# This War Is Ours
This War Is Ours – drugi studyjny album amerykańskiego zespołu Escape the Fate. Jest to pierwszy album, na którym zaśpiewał Craig Mabbitt. Płyta została wydana 21 października 2008 roku. 27 kwietnia 2010 doczekała się swojej reedycji: „This War Is Ours (Deluxe Special Edition)”.

## Lista utworów
1. „We Won’t Back Down” – 3:31
2. „On to the Next One” – 3:10
3. „Ashley” – 3:28
4. „Something” – 3:40
5. „The Flood” – 3:35
6. „Let It Go” – 3:30
7. „You Are So Beautiful” – 2:50
8. „This War Is Ours (The Guillotine Part II” – 4:29
9. „10 Miles Wide” – 2:48
10. „Harder Than You Know” – 4:23
11. „It’s Just Me” – 4:58

Reedycja – This War Is Ours (Deluxe Special Edition)
1. „We Won’t Back Down” – 3:31
2. „On to the Next One” – 3:10
3. „Ashley” – 3:28
4. „Something” – 3:40
5. „The Flood” – 3:35
6. „Let It Go” – 3:30
7. „You Are So Beautiful” – 2:50
8. „This War Is Ours (The Guillotine Part II” – 4:29
9. „10 Miles Wide” – 2:48
10. „Harder Than You Know” – 4:23
11. „It’s Just Me” – 4:58
12. „Bad Blood” – 4:17
13. „Behind the Mask” – 3:15
14. „Harder than You Know (Acoustic)” – 4:19
15. „This War Is Mine (Clown Remix)” – 5:42
16. „The Flood (Video)”
17. „Something (Video)”
18. „10 Miles Wide (Video)”
19. „This War Is Ours (The Guillotine Part II) (Video)”
20. „This War Is Ours – Behind The Music (Video)”
21. „This War Is Ours – European Tour (Video)”

## Single
1. „The Flood” (2008)
2. „Something” (2009)
3. „10 Miles Wide” (2009)
4. „This War Is Ours (The Guillotine Part II)” (2010)

## Wideografia
- „The Flood” – 2008
- „Something” – 2009
- „10 Miles Wide” – 2009
- „This War Is Ours (The Guillotine Part II)” – 2010

## Twórcy
- Craig Mabbitt – wokal
- Monte Bryan Money – gitara, wokal
- Max Green – bas, wokal
- Robert Ortiz – perkusja